# آمریکو تسوریر
آمریکو تسوریر (اسپانیایی: Américo Tesoriere‎؛ ۱۸ مارس ۱۸۹۹ – ۳۰ دسامبر ۱۹۷۷) بازیکن فوتبال و مربی فوتبال اهل آرژانتین بود.

## باشگاهی
از باشگاه‌هایی که در آن بازی کرده‌است می‌توان به باشگاه فوتبال بوکا جونیورز، اشاره کرد.

## تیم ملی
وی همچنین در تیم ملی فوتبال آرژانتین بازی کرده‌است.